# Phyllanthus oblongiglans
Phyllanthus oblongiglans är en emblikaväxtart som beskrevs av Michael George Gilbert. Phyllanthus oblongiglans ingår i släktet Phyllanthus och familjen emblikaväxter.
Artens utbredningsområde är Etiopien. Inga underarter finns listade i Catalogue of Life.